# Niger i olympiska sommarspelen 1984
Niger deltog i de olympiska sommarspelen 1984 med en trupp bestående av 4 deltagare. Ingen av landets deltagare erövrade någon medalj.

## Boxning
Flugvikt
- Chibou Amna
  1. Första omgången — Förlorade mot David Mwaba (TNZ), 0:5